# NGC 6572
NGC 6572 – mgławica planetarna znajdująca się w konstelacji Wężownika w odległości około 5,7 tys. lat świetlnych od Ziemi. Została odkryta 18 lipca 1825 roku przez Wilhelma Struve.
Mgławica ta jest stosunkowo młoda. Powłoki gazu zaczęła odrzucać zaledwie kilka tysięcy lat temu, więc jej materia jest wciąż zagęszczona, a sama mgławica ma dużą jasność. Odrzucone powłoki gazu rozszerzają się z prędkością 15 km/s. W miarę jak gęstość gazu będzie malała, mgławica będzie stawać się coraz ciemniejsza. W centrum mgławicy NGC 6572 znajduje się biały karzeł, który jest źródłem świetlistej materii mgławicy.